# Danh sách quân chủ Nga
 Đây là danh sách tất cả các vị vua trị vì trong lịch sử nước Nga, bao gồm các danh hiệu Đại vương công Novgorod, Đại vương công Kiev, Đại vương công Vladimir, Đại vương công Moskva, Sa hoàng của toàn nước Rus' (Nga) và Hoàng đế của toàn nước Nga. Danh sách bắt đầu với vị vương công bán huyền thoại Ryurik xứ Novgorod, vào khoảng giữa thế kỷ IX (k. 862) và kết thúc với Hoàng đế Nga Nikolai II, người thoái vị vào năm 1917 và bị xử tử cùng gia đình vào năm 1918.
Vùng lãnh thổ rộng lớn ngày nay là Nga bao gồm một khu vực đã được biết đến trong lịch sử bởi nhiều tên khác nhau, bao gồm Rus', Kiev Rus', Thân vương quốc Moskva, Sa quốc Nga và Đế quốc Nga, và những người cai trị của các lãnh thổ này đã sử dụng một loạt các danh hiệu. Một số tên gọi sớm nhất là Knyaz và Velikiy Knyaz, có nghĩa tương ứng là "vương công" và "Đại vương công" nhưng thường được dịch thành "Công tước" và "Đại vương công" trong văn học phương Tây; sau đó là tước hiệu của Sa hoàng (tsar), có nghĩa là "caesar", từng được tranh luận là ngang hàng với một vị vua hoặc hoàng đế, và cuối cùng được sử dụng nhiều nhất với danh hiệu Hoàng đế. Theo Điều 59 của Hiến pháp Nga năm 1906, Sa hoàng Nga được nắm giữ hàng tá danh hiệu, mỗi danh hiệu đại diện cho một khu vực mà quốc vương cai trị.
Các thượng phụ Moskva, người đứng đầu Giáo hội Chính thống Nga đôi khi cũng đóng vai trò lãnh đạo nước Nga, thường là trong thời kỳ biến động chính trị như trong thời kỳ Ba Lan chiếm đóng và Thời kì Đại Loạn năm 1610.

## Nhà Ryurik(862–1598)
Các phần của vùng đất ngày nay được được biết đến là Nga đã được các dân tộc Đông Slav khác nhau từ trước thế kỉ IX. Các quốc gia đầu tiên đạt được quyền bá chủ trong khu vực là thuộc về người Rus', một nhánh của người Varangian Bắc Âu đã tiến vào khu vực hiện tại là nước Nga vào khoảng thế kỉ IX, và thiết lập một loạt các quốc gia bắt đầu từ Hãn quốc Rus' vào khoảng năm 830. Người ta biết rất ít về Hãn quốc Rus' ngoài sự tồn tại của chính thế này, bao gồm cả phạm vi lãnh thổ hoặc bất kỳ danh sách đáng tin cậy nào về các Khả hãn (người cai trị).

### Đại vương công Novgorod
Theo truyền thống, chủ quyền của Rus' được bắt nguồn từ Ryurik, một nhà lãnh đạo người Rus' của Novgorod (hiện tại là Veliky Novgorod), một bang của Rus'. 
| Tên                                 | Tuổi thọ     | Bắt đầu trị vì | Kết thúc trị vì | Ghi chú                                                                        | Dòng dõi | Hình |
| ----------------------------------- | ------------ | -------------- | --------------- | ------------------------------------------------------------------------------ | -------- | ---- |
| Ryurik - Рюрик                      | k. 830 – 879 | 862            | 879             | Người sáng lập Triều đại Ryurik                                                | Ryurik   |      |
| Oleg Oleg Nhà tiên tri - Олег Вещий | 855 – 912    | 879            | 882             | Họ hàng của Ryurik và làm nhiếp chính cho con trai của Ryurik, Thân vương Igor | Ryurik   |      |

### Đại vương công Kiev
Người kế vị của Ryurik là Oleg chuyển thủ đô đến Kiev (nay là Ukraina), thành lập bang Kiev Rus'. Trong nhiều thế kỉ tiếp theo, những danh hiệu quan trọng nhất là những danh hiệu Đại vương công Kiev và Đại vương công Novgorod mà người nắm giữ (thường là cùng một người) có thể giành quyền bá chủ. 
| Tên | Tuổi thọ   | Bắt đầu trị vì      | Kết thúc trị vì     | Ghi chú                                                                          | Dòng dõi              | Hình |
| --- | ---------- | ------------------- | ------------------- | -------------------------------------------------------------------------------- | --------------------- | ---- |
| Oleg Oleg Nhà tiên tri - Олег Вещий                                                                            | 855 – 912  | 882                 | Mùa thu năm 912     | Người kế vị của Askold và Dir trên cương vị nhiếp chính của con trai Ryurik      | Ryurik                |      |
| Igor I Igor Ryurikovich - Игорь Рюрикович                                                                      | 878 – 945  | 913                 | Mùa thu năm 945     | Con trai của Ryurik                                                              | Ryurik                |      |
| Olga Olga Thông thái (Thánh Olga) - Ольга Мудрая (Святая Ольга)                                                | 890 – 969  | 945                 | 962                 | Vợ của Igor I và nhiếp chính của Svyatoslav I                                    | Ryurik (qua hôn nhân) |      |
| Svyatoslav I Svyatoslav Igorevich - Святослав Игоревич                                                         | 942 – 972  | Mùa thu năm 945     | Tháng 3 năm 972     | Con trai của Igor I và Olga xứ Kiev                                              | Ryurik                |      |
| Yaropolk I Yaropolk Svyatoslavich - Ярополк Святославич                                                        | 950 – 980  | Tháng 3 năm 972     | 11 tháng 6 năm 980  | Con trai của Svyatoslav I và Predslava                                           | Ryurik                |      |
| Vladimir I Vladimir Syatoslavich Vladimir Đại đế - Владимир Святославич (Владимир Великий)                     | 958 – 1015 | 11 tháng 6 năm 980  | 15 tháng 7 năm 1015 | Con trai của Svyatoslav I và Malusha Em trai của Yaropolk I                      | Ryurik                |      |
| Svyatopolk I Svyatopolk Vladimirovich Svyatopolk Đáng nguyền rủa - Святополк Владимирович (Святополк Окаянный) | 980 – 1019 | 15 tháng 7 năm 1015 | Mùa thu năm 1016    | Con trai của Vladimir I Bị lật đổ bởi Yaroslav xứ Novgorod                       | Ryurik                |      |
| Yaroslav I Yaroslav Vladimirovich Yaroslav Thông thái - Ярослав Владимирович (Ярослав Мудрый)                  | 978 – 1054 | Mùa thu năm 1016    | Mùa hè năm 1018     | Con trai của Vladimir I và Rogneda xứ Polotsk Thân vương xứ Novgorod từ năm 1010 | Ryurik                |      |
| Svyatopolk I Svyatopolk Vladimirovich Svyatopolk Đáng nguyền rủa - Святополк Владимирович (Святополк Окаянный) | 980 – 1019 | 14 tháng 8 năm 1018 | 27 tháng 7 năm 1019 | Phục ngôi. Chạy trốn khỏi Kiev sau khi bị thất bại bởi Yaroslav trên sông Alta   | Ryurik                |      |
| Yaroslav I Yaroslav Vladimirovich Yaroslav Thông thái - Ярослав Владимирович (Ярослав Мудрый)                  | 978 – 1054 | 27 tháng 7 năm 1019 | 20 tháng 2 năm 1054 | Phục ngôi Đồng cai trị: Mstyslav xứ Chernigov (1024–1036)                        | Ryurik                |      |

#### Giai đoạn phong kiến
Sự tan rã dần dần của Rus' bắt đầu vào thế kỉ XI, sau cái chết của Yaroslav Thông thái. Địa vị của Đại vương công bị suy yếu do ảnh hưởng ngày càng tăng của các thị tộc trong khu vực. Năm 1097, Hội đồng Liubech đã hình thức hóa bản chất phong kiến của vùng đất Rus'. 
| Tên | Tuổi thọ    | Bắt đầu trị vì      | Kết thúc trị vì      | Ghi chú | Dòng dõi | Hình |
| --- | ----------- | ------------------- | -------------------- | --- | -------- | ---- |
| Izyaslav I Izyaslav Yaroslavich - Изяслав Ярославич                                                                          | 1024 – 1078 | 20 tháng 2 năm 1054 | 15 tháng 9 năm 1068  | Con trai đầu lòng của Yaroslav I và Ingegerd Olofsdotter. Bị lật đổ | Ryurik   |      |
| Vseslav Vseslav Briachislavich Vseslav Phù thủy - Всеслав Брячиславич (Всеслав Чародей)                                      | 1039 – 1101 | 15 tháng 9 năm 1068 | 29 tháng 4 năm 1069  | Cháu trai của Vladimir I Chiếm đoạt ngai vàng Kiev Thân vương xứ Polotsk (1044–67, 1071–1101) | Ryurik   |      |
| Izyaslav I Izyaslav Yaroslavich - Изяслав Ярославич                                                                          | 1024 – 1078 | 2 tháng 5 năm 1069  | 22 tháng 3 năm 1073  | Phục ngôi | Ryurik   |      |
| Svyatoslav II Svyatoslav Yaroslavich - Святослав Ярославич                                                                   | 1027 – 1076 | 22 tháng 3 năm 1073 | 27 tháng 12 năm 1076 | Con trai thứ ba của Yaroslav I và Ingegerd Olofsdotter Thân vương xứ Chernigov (1054–73) | Ryurik   |      |
| Vsevolod I Vsevolod Yaroslavich - Всеволод Ярославич                                                                         | 1030 – 1093 | 1 tháng 1 năm 1077  | 15 tháng 7 năm 1077  | Con trai thứ tư của Yaroslav I và Ingegerd Olofsdotter Trao lại ngai vàng cho Izyaslav I Thân vương xứ Pereyaslavl (1054–73), Chernigov (1073–78). Thân vương xứ Kiev đầu tiên được biết đến với danh hiệu "Thân vương của toàn Rus'" | Ryurik   |      |
| Izyaslav I Izyaslav Yaroslavich - Изяслав Ярославич                                                                          | 1024 – 1078 | 15 tháng 7 năm 1077 | 3 tháng 10 năm 1078  | Phục ngôi | Ryurik   |      |
| Vsevolod I Vsevolod Yaroslavich - Всеволод Ярославич                                                                         | 1030 – 1093 | 3 tháng 10 năm 1078 | 13 tháng 4 năm 1093  | Giành lại ngai vàng sau cái chết của Izyaslav | Ryurik   |      |
| Svyatopolk II Svyatopolk Izyaslavich - Святополк Изяславич                                                                   | 1050 – 1113 | 24 tháng 4 năm 1093 | 16 tháng 4 năm 1113  | Con trai của Izyaslav I Thân vương xứ Novgorod (1078–88), Turov (1088–93) | Ryurik   |      |
| Vladimir II Vladimir Vsevolodovich Vladimir Monomakh ("Người chiến đấu một mình") - Владимир Всеволодович (Владимир Мономах) | 1053 – 1125 | 20 tháng 4 năm 1113 | 19 tháng 5 năm 1125  | Con trai của Vsevolod I và Anastasia của Byzantium Thân vương xứ Smolensk (1073–78), Chernigov (1078–94), Pereyaslavl (1094–1113) | Ryurik   |      |
| Mstyslav I Mstyslav Vladimirovich Mstyslav Đại đế - Мстислав Владимирович (Мстислав Великий)                                 | 1076 – 1132 | 20 tháng 5 năm 1125 | 15 tháng 4 năm 1132  | Con trai của Vladimir II và Gytha xứ Wessex Thân vương xứ Novgorod (1088–1117), Belgorod (1117–25) | Ryurik   |      |

Sau cái chết của Mstyslav vào năm 1132, Kiev Rus' rơi vào tình trạng suy thoái và suy tàn nhanh chóng. Ngai vàng Kiev trở thành đối tượng tranh giành giữa các hiệp hội lãnh thổ khác nhau của các vương công nhà Ryurik. 
| Tên                                                                            | Tuổi thọ                   | Bắt đầu trị vì       | Kết thúc trị vì      | Ghi chú | Dòng dõi | Hình |
| ------------------------------------------------------------------------------ | -------------------------- | -------------------- | -------------------- | --- | -------- | ---- |
| Yaropolk II Yaropolk Vladimirovich - Ярополк Владимирович                      | 1082 – 1139                | 17 tháng 4 năm 1132  | 18 tháng 2 năm 1139  | Con trai của Vladimir II và Gytha xứ Wessex Em trai của Mstyslav I Thân vương xứ Pereyaslavl (1114–32) | Ryurik   |      |
| Vyacheslav I Vyacheslav Vladimirovich - Вячеслав Владимирович                  | 1083 – 2 tháng 2 năm 1154  | 22 tháng 2 năm 1139  | 4 tháng 3 năm 1139   | Con trai của Vladimir II và Gytha xứ Wessex Em trai của Mstyslav I và Yaropolk II Thân vương xứ Smolensk (1113–27), Turov, Pereyaslavl                                                                              | Ryurik   |      |
| Vsevolod II Vsevolod Olgovich - Всеволод Ольгович                              | 1084 – 1146                | 5 tháng 3 năm 1139   | 30 tháng 7 năm 1146  | Cháu trai của Svyatoslav II thông qua Oleg xứ Chernigov, Thân vương xứ Chernigov (1127–39) | Ryurik   |      |
| Igor II Igor Olgovich - Игорь Ольгович                                         | 1096 – 19 tháng 9 năm 1146 | 1 tháng 8 năm 1146   | 13 tháng 8 năm 1146  | Em trai của Vsevolod II. Bị lật đổ | Ryurik   |      |
| Izyaslav II Izyaslav Mstyslavich - Изяслав Мстиславич                          | 1097 – 1154                | 13 tháng 8 năm 1146  | 23 tháng 8 năm 1149  | Con trai của Mstyslav I và Christina Ingesdotter của Thụy Điển | Ryurik   |      |
| Yury I Yury Vladimirovich Yury Tràng Thủ - Юрий Владимирович (Юрий Долгорукий) | 1099 – 1157                | 28 tháng 8 năm 1149  | Mùa hè năm 1150      | Con trai của Vladimir II và Gytha xứ Wessex Em trai của Mstyslav I, Yaropolk II và Vyacheslav I Chạy trốn khỏi Kiev khi quân của Izyaslav đang tiến đến thành phố Thân vương xứ Rostov và Suzdal (1113–49, 1151–57) | Ryurik   |      |
| Vyacheslav I Vyacheslav Vladimirovich - Вячеслав Владимирович                  | 1083 – 2 tháng 2 năm 1154  | Mùa hè năm 1150      | Mùa hè năm 1150      | Phục ngôi. Đồng ý nhường lại ngai vàng trước sự ủng hộ của người dân với Izyaslav | Ryurik   |      |
| Izyaslav II Izyaslav Mstyslavich - Изяслав Мстиславич                          | 1097 – 1154                | Mùa hè năm 1150      | Mùa hè năm 1150      | Phục ngôi. Chạy trốn đến Vladimir–Volynsky trước sự đe dọa tấn công của Yury | Ryurik   |      |
| Yury I Yury Vladimirovich Yury Tràng Thủ - Юрий Владимирович (Юрий Долгорукий) | 1099 – 1157                | Tháng Tám năm 1150   | Mùa đông năm 1151    | Phục ngôi | Ryurik   |      |
| Izyaslav II Izyaslav Mstyslavich - Изяслав Мстиславич                          | 1097 – 1154                | Mùa đông năm 1151    | 13 tháng 11 năm 1154 | Phục ngôi Đồng cai trị: Vyacheslav | Ryurik   |      |
| Vyacheslav I Vyacheslav Vladimirovich - Вячеслав Владимирович                  | 1083 – 2 tháng 2 năm 1154  | Mùa xuân năm 1151    | 6 tháng 2 năm 1154   | Được phục ngôi với tư cách là người đồng cai trị cấp cao của Izyaslav. Sau cái chết của Izyaslav, Rostyslav của Smolensk được tuyên bố là đồng thân vương mới của Vyacheslav                                        | Ryurik   |      |
| Rostyslav I Rostyslav Mstyslavich - Ростислав Мстиславич                       | 1110 – 1167                | 1154                 | Tháng 1 năm 1155     | Con trai của Mstyslav I và Christina Ingesdotter của Thụy Điển Em trai của Izyaslav II. Rời Kiev sau thất bại trước Izyaslav của Chernigov                                                                          | Ryurik   |      |
| Izyaslav III Izyaslav Davidovich - Изяслав Давидович                           | Thế kỉ XII                 | Tháng 1 năm 1155     | 1155                 | Cháu trai của Svyatoslav II thông qua Davyd xứ Chernigov. Nhường lại ngai vàng Kiev cho Yury Tràng Thủ Thân vương xứ Chernigov (1151–57)                                                                            | Ryurik   |      |
| Yury I Yury Vladimirovich Yury Tràng Thủ - Юрий Владимирович (Юрий Долгорукий) | 1099 – 1157                | 20 tháng 3 năm 1155  | 15 tháng 5 năm 1157  | Phục ngôi | Ryurik   |      |
| Izyaslav III Izyaslav Davidovich - Изяслав Давидович                           | Thế kỉ XII                 | 19 tháng 5 năm 1157  | Tháng 12 năm 1158    | Phục ngôi. Bị đánh bại bởi Mstyslav xứ Volhynia | Ryurik   |      |
| Mstyslav II Mstyslav Izyaslavich - Мстислав Изяславич                          | 1125 – 1170                | 22 tháng 12 năm 1158 | Mùa xuân 1159        | Con trai của Izyaslav II. Trao ngai vàng cho Rostyslav | Ryurik   |      |
| Rostyslav I Rostyslav Mstyslavich - Ростислав Мстиславич                       | 1110 – 1167                | 12 tháng 4 năm 1159  | 8 tháng 2 năm 1161   | Phục ngôi. Bị Izyaslav lật đổ và chạy trốn tới Belgorod | Ryurik   |      |
| Izyaslav III Izyaslav Davidovich - Изяслав Давыдович                           | Thế kỉ XII                 | 12 tháng 2 năm 1161  | 6 tháng 3 năm 1161   | Phục ngôi. Bị trọng thương sau cuộc vây hãm Belgorod thất bại | Ryurik   |      |
| Rostyslav I Rostyslav Mstyslavich - Ростислав Мстиславич                       | 1110 –1167                 | Tháng 3 năm 1161     | 14 tháng 3 năm 1167  | Phục ngôi | Ryurik   |      |
| Mstyslav II Mstyslav Izyaslavich - Мстислав Изяславич                          | 1125 –1170                 | 19 tháng 5 năm 1167  | 12 tháng 3 năm 1169  | Phục ngôi | Ryurik   |      |

Vào tháng 3 năm 1169, một liên minh các vương công bản địa do Đại vương công Vladimir-Suzdal là Andrey xứ Vladimir cướp phá Kiev và buộc vương công cầm quyền là Mstyslav II Izyaslavich phải chạy trốn đến Volhynia. Andrey bổ nhiệm anh trai là Gleb xứ Kiev trở thành vương công Kiev trong khi bản thân Andrey tiếp tục cai trị vùng đất từ Vladimir tại Klyazma. Từ thời điểm đó trở đi, vùng đông bắc Rus', với trung tâm là thành phố Vladimir, đã trở thành một trong những vùng đất có ảnh hưởng nhất của Rus'. Ở phía tây nam, thân vương quốc (sau này là vương quốc) Galicia-Volhynia bắt đầu nổi lên với tư cách là người kế thừa bản địa của Kiev. Sau các cuộc xâm lược của Mông Cổ, ba quốc gia hùng mạnh vẫn là những lãnh thổ kế vị Kiev Rus': Công quốc Vladimir-Suzdal ở phía đông bắc, về sau phát triển thành Thân vương quốc Moskva; Vương quốc Galicia-Volhyn ở phía tây nam; và Đại công quốc Lietuva ở phía bắc.

### Đại vương công Vladimir
Đến thế kỉ XII, Đại thân vương quốc Vladimir trở thành công quốc thống trị ở Tây Bắc Rus, thêm tên tuổi của nó vào Novgorod và Kiev, đỉnh cao là sự cai trị của Aleksandr Nevskiy. Năm 1169, Con trai của Andrey I đã đánh bại thành phố Kiev, nhưng Andrey vẫn ở lại Vladimir và biến nơi này thành thủ đô của mình, đồng thời lấy danh hiệu đại công tước để tuyên bố quyền tối cao, dẫn đến việc quyền lực chính trị được chuyển dịch về phía đông bắc.
| Tên                                                                                   | Tuổi thọ       | Bắt đầu trị vì      | Kết thúc trị vì     | Ghi chú                                                             | Dòng dõi | Hình |
| ------------------------------------------------------------------------------------- | -------------- | ------------------- | ------------------- | ------------------------------------------------------------------- | -------- | ---- |
| Andrey I Andrey Yuryevich Andrey Mộ đạo - Андрей Юрьевич (Андрей Боголюбский)         | k. 1111 – 1174 | 15 tháng 5 năm 1157 | 29 tháng 6 năm 1174 | Con trai của Yury I                                                 | Ryurik   |      |
| Mikhalko Mikhalko Yuryevich - Михаил Юрьевич                                          | Thế kỉ XII     | 1174                | Tháng 9 năm 1174    | Con trai của Yury I Em trai của Andrey I                            | Ryurik   |      |
| Yaropolk III Yaropolk Rostyslavich - Ярополк Ростиславич                              | Thế kỉ XII     | 1174                | 15 tháng 6 năm 1175 | Cháu trai của Yury I                                                | Ryurik   |      |
| Mikhalko Mikhalko Yuryevich - Михаил Юрьевич                                          | Thế kỉ XII     | 15 tháng 6 năm 1175 | 20 tháng 6 năm 1176 | Phục ngôi                                                           | Ryurik   |      |
| Vsevolod III Vsevolod Yuryevich Vsevolod Đại Tổ - Всееволод Юрьевич (Всеволод Гнездо) | 1154 – 1212    | Tháng 6 năm 1176    | 27 tháng 4 năm 1216 | Con trai của Yury I và Helene Em trai của Andrey I và Mikhail       | Ryurik   |      |
| Yury II Yury Vsevolodovich - Юрий Всеволодович                                        | 1189 – 1238    | 1212                | 27 tháng 4 năm 1216 | Con trai của Vselovod III và Mariya Shvarnovna                      | Ryurik   |      |
| Konstantin xứ Rostov Konstantin Vsevolodovich - Константин Всеволодович               | 1186 – 1218    | Mùa xuân năm 1216   | 2 tháng 2 năm 1218  | Con trai của Vsevolod III và Mariya Shvarnovna Anh trai của Yury II | Ryurik   |      |
| Yury II Yury Vsevolodovich - Юрий Всеволодович                                        | 1189 – 1238    | Tháng 12 năm 1218   | 4 tháng 3 năm 1238  | Phục ngôi                                                           | Ryurik   |      |

Kiev Rus' cuối cùng đã tan rã dưới áp lực từ cuộc xâm lược của Mông Cổ năm 1237-1242. Các thân vương quốc kế thừa của nó bắt đầu cống nạp cho Hãn quốc Kim Trướng (hay còn được gọi là "Cái ách Tatar"). Từ giữa thế kỉ XIII đến giữa thế kỉ XV, các vương công vùng đông bắc Rus' được nhận yarlyk (một sắc lệnh đặc biệt của Hãn Kim Trướng).
| Tên                                                                                            | Tuổi thọ                   | Bắt đầu trị vì    | Kết thúc trị vì      | Ghi chú | Dòng dõi | Hình |
| ---------------------------------------------------------------------------------------------- | -------------------------- | ----------------- | -------------------- | --- | -------- | ---- |
| Yaroslav II Yaroslav Vsevolodovich - Ярослав Всеволодович                                      | 1191 – 1246                | 1238              | 30 tháng 9 năm 1246  | Con trai của Vsevolod III và Mariya Shvarnovna Em trai của Yury II và Konstantin xứ Rostov Đồng thời là Đại thân vương Kiev vào năm 1236 – 38 và kể từ năm 1243                                                                | Ryurik   |      |
| Svyatoslav III Svyatoslav Vsevolodovich - Святослав Всеволодович                               | 1196 – 3 tháng 2 năm 1252  | 1246              | 1248                 | Con trai của Vsevolod III và Mariya Shvarnovna Em trai của Yury II, Konstantin của Rostov và Yaroslav II | Ryurik   |      |
| Mikhail Mikhail Yaroslavich Mikhail Khorobrit ("Quả cảm") - Михаил Ярославич (Михаил Хоробрит) | 1229 – 15 tháng 1 năm 1248 | 1248              | 15 tháng 1 năm 1248  | Con trai của Yaroslav II | Ryurik   |      |
| Svyatoslav III Svyatoslav Vsevolodovich - Святослав Всеволодович                               | 1196 – 3 tháng 2 năm 1252  | 1248              | 1249                 | Phục ngôi | Ryurik   |      |
| Andrey II Andrey Yaroslavich - Андрей Ярославич                                                | 1222 – 1264                | Tháng 12 năm 1249 | 24 tháng 7 năm 1252  | Con trai của Yaroslav II Anh trai của Mikhail Khorobrit | Ryurik   |      |
| Aleksandr Aleksandr Yaroslavich Aleksandr Nevskiy - Александр Ярославич (Александр Невский)    | 1221 – 1263                | 1252              | 14 tháng 11 năm 1263 | Con trai của Yaroslav II và Rostyslava Mstyslavna, con gái của Thân vương xứ Kiev Mstyslav Mstyslavich Quả quyết Anh trai của Mikhail Khorobrit và Andrey II Thân vương xứ Novgorod ba lần, Đại vương công Kiev kể từ năm 1249 | Ryurik   |      |

Aleksandr Nevskiy là vương công cuối cùng trị vì trực tiếp từ Vladimir. Sau khi ông qua đời, Đông Bắc Rus′ đã tan rã thành hàng chục thân vương quốc. Lãnh thổ của Đại công quốc Vladimir đã được Hãn quốc tiếp nhận cho một trong những vương công cai trị, người đã cử hành nghi lễ đăng quang ở Vladimir, nhưng vẫn sống và trị vì trong thân vương quốc của mình. Đến cuối thế kỉ này, chỉ có ba thành phố - Moskva, Tver và Nizhny Novgorod - vẫn tranh giành danh hiệu Đại vương công Vladimir.
| Tên | Tuổi thọ                                   | Bắt đầu trị vì      | Kết thúc trị vì      | Ghi chú | Dòng dõi | Hình |
| --- | ------------------------------------------ | ------------------- | -------------------- | --- | -------- | ---- |
| Yaroslav III xứ Tver Yaroslav Yaroslavich - Ярослав Ярославич                                              | 1230 – 1272                                | 1264                | 1271                 | Con trai của Yaroslav II và Fedosia Igorevna Em trai của Aleksandr Nevskiy, Andrey II và Mikhail Khorobrit                                | Ryurik   |      |
| Vasiliy xứ Kostroma Vasiliy Yaroslavich - Василий Ярославич                                                | 1241 – 1276                                | 1272                | Tháng 1 năm 1277     | Con trai của Yaroslav II | Ryurik   |      |
| Dmitriy xứ Pereslavl Dmitriy Aleksandrovich - Дмитрий Александрович                                        | 1250 – 1294                                | 1277                | 1281                 | Con trai của Aleksandr Nevskiy | Ryurik   |      |
| Andrey III xứ Gorodets Andrey Aleksandrovich - Андрей Александрович                                        | 1255 – 1304                                | 1281                | Tháng 12 năm 1283    | Con trai của Aleksandr Nevskiy Em trai của Dmitriy xứ Pereslavl                                                                           | Ryurik   |      |
| Dmitriy xứ Pereslavl Dmitriy Aleksandrovich - Дмитрий Александрович                                        | 1250 – 1294                                | Tháng 12 năm 1283   | 1293                 | Phục ngôi | Ryurik   |      |
| Andrey III xứ Gorodets Andrey Aleksandrovich - Андрей Александрович                                        | 1255 – 1304                                | 1293                | 1304                 | Phục ngôi | Ryurik   |      |
| Mikhail xứ Tver Mikhail Yaroslavich - Михаил Ярославич (Михаил Тверской)                                   | 1271 – 1318                                | Mùa thu năm 1304    | 22 tháng 11 năm 1318 | Con trai của Yaroslav III và Kseniya xứ Tarusa. Bị ám sát                                                                                 | Ryurik   |      |
| Yury III xứ Moskva Yury Danilovich - Юрий Данилович                                                        | 1281 – 1325                                | 1318                | 2 tháng 11 năm 1322  | Cháu nội của Aleksandr Nevskiy | Ryurik   |      |
| Dmitriy xứ Tver Dmitriy Mikhailovich Dmitriy Đôi mắt đáng sợ - Дмитрий Михайлович (Дмитрий Грозные Очи)    | 1299 – 1326                                | 1322                | 15 tháng 9 năm 1326  | Con trai của Mikhail xứ Tver và Anna xứ Kashin. Bị ám sát                                                                                 | Ryurik   |      |
| Aleksandr xứ Tver Aleksandr Mikhailovich - Александр Михайлович                                            | 1281 – 1339                                | 1326                | 1327                 | Con trai của Mikhail xứ Tver và Anna xứ Kashin Em trai của Dmitriy                                                                        | Ryurik   |      |
| Aleksandr xứ Suzdal Aleksandr Vasilyevich - Александр Васильевич                                           | Thế kỉ XIV                                 | 1328                | 1331                 | Cháu trai của Andrey II Đồng cai trị: Ivan I xứ Moskva                                                                                    | Ryurik   |      |
| Ivan I xứ Moskva Ivan Danilovich Ivan Kalita ("Túi tiền") - Иван Данилович (Иван Калита)                   | 1288 – 1340                                | 1332                | 31 tháng 3 năm 1340  | Cháu trai của Aleksandr Nevskiy Con trai của Daniil xứ Moskva Em trai của Yury III Người đồng cai trị: Aleksandr xứ Suzdal (đến năm 1331) | Ryurik   |      |
| Simeon xứ Moskva Simeon Ivanovich Simeon Kiêu hãnh - Симеон Иванович (Симеон Гордый)                       | 7 tháng 9 năm 1317 – 27 tháng 4 năm 1353   | 1 tháng 10 năm 1340 | 27 tháng 4 năm 1353  | Con trai của Ivan I và Helena | Ryurik   |      |
| Ivan II xứ Moskva Ivan Ivanovich Ivan Krasnyi ("Đỏ") - Иван Иванович (Иван Красный)                        | 30 tháng 3 năm 1326 – 13 tháng 11 năm 1359 | 25 tháng 3 năm 1354 | 13 tháng 11 năm 1359 | Con trai của Ivan I và Helena Em trai Simeon                                                                                              | Ryurik   |      |
| Dmitriy xứ Suzdal Dmitriy Konstantinovich - Дмитрий Константинович                                         | 1322 – 5 tháng 7 năm 1383                  | 22 tháng 6 năm 1360 | Tháng 12 năm 1362    | Con trai của Konstantin Vasilyevich xứ Suzdal                                                                                             | Ryurik   |      |
| Dmitriy xứ Moskva Dmitriy Ivanovich Dmitriy Donskoy ("của sông Đông") - Дмитрий Иванович (Дмитрий Донской) | 12 tháng 10 năm 1350 – 19 tháng 5 năm 1389 | Tháng 1 năm 1363    | 19 tháng 5 năm 1389  | Con trai của Ivan II và Aleksandra Velyaminova Thân vương Moscow từ năm 1359                                                              | Ryurik   |      |

 Sau Dmitriy Donskoy, ngai vàng xứ Vladimir chỉ được kế vị bởi các vương công Moskva.

### Đại vương công Moskva
| Tên                                                                                              | Tuổi thọ                                   | Bắt đầu trị vì       | Kết thúc trị vì      | Ghi chú | Dòng dõi     | Hình |
| ------------------------------------------------------------------------------------------------ | ------------------------------------------ | -------------------- | -------------------- | --- | ------------ | ---- |
| Daniil Daniil Aleksandrovich - Даниил Александрович                                              | 1261 – 4 tháng 3 năm 1303                  | 1283                 | 4 tháng 3 năm 1303   | Con trai của Aleksandr Nevskiy và Mariya | Yuryevichi   |      |
| Yury Yury Danilovich - Юрий Данилович                                                            | 1281 – 21 tháng 11 năm 1325                | 4 tháng 3 năm 1303   | 21 tháng 11 năm 1325 | Con trai của Daniil Anh trai của Ivan I | Daniilovichi |      |
| Ivan I Ivan Danilovich Ivan Kalita ("Túi tiền") - Иван Данилович (Иван Калита)                   | 1288 – 1340                                | 1332                 | 31 tháng 3 năm 1340  | Ông là người kế vị của Aleksandr của Suzdal với tư cách là Đại thân vương của Vladimir và là người kế vị của Yury xứ Moskva với tư cách là Đại thân vương Moskva | Daniilovichi |      |
| Simeon Simeon Ivanovich Simeon Kiêu hãnh - Семён Иванович (Семён Гордый)                         | 7 tháng 11 năm 1316 – 27 tháng 4 năm 1353  | 31 tháng 3 năm 1340  | 27 tháng 4 năm 1353  | Con trai của Ivan I và Helena | Daniilovichi |      |
| Ivan II Ivan Ivanovich Ivan Krasnyi ("Đỏ") - Иван Иванович (Иван Красный)                        | 30 tháng 3 năm 1326 – 13 tháng 11 năm 1359 | 27 tháng 4 năm 1353  | 13 tháng 11 năm 1359 | Con trai của Ivan I và Helena Em trai của Simeon | Daniilovichi |      |
| Dmitriy Dmitriy Ivanovich Dmitriy Donskoy ("của sông Đông") - Дмитрий Иванович (Дмитрий Донской) | 12 tháng 10 năm 1350 – 19 tháng 5 năm 1389 | 13 tháng 11 năm 1359 | 19 tháng 5 năm 1389  | Con trai của Ivan II và Aleksandra Velyaminova | Daniilovichi |      |
| Vasiliy I Vasiliy Dmitriyevich - Василий Дмитриевич                                              | 30 tháng 12 năm 1371 – 27 tháng 2 năm 1425 | 19 tháng 5 năm 1389  | 27 tháng 2 năm 1425  | Con trai của Dmitriy I và Eudoxia Dmitriyevna | Daniilovichi |      |
| Vasiliy II Vasiliy Vasilyevich Vasiliy Mù - Василий Васильевич (Василий Тёмный)                  | 10 tháng 3 năm 1415 – 27 tháng 3 năm 1462  | 27 tháng 2 năm 1425  | 30 tháng 3 năm 1434  | Con trai của Vasiliy I và Sophia của Litva Nhiếp chính: Sophia của Litva (1425–1432)                                                                             | Daniilovichi |      |
| Yury xứ Zvenigorod Yury Dmitriyevich - Юрий Дмитриевич                                           | 26 tháng 11 năm 1374 – 5 tháng 6 năm 1434  | 31 tháng 3 năm 1434  | 5 tháng 6 năm 1434   | Con trai của Dmitriy I và Eudoxia Dmitriyevna Em trai của Vasiliy I                                                                                              | Daniilovichi |      |
| Vasiliy Vasiliy Yuryevich Vasiliy Kosoy ("Nheo mắt") - Василий Юрьевич (Василий Косой)           | 1421 – 1448                                | 5 tháng 6 năm 1434   | 1435                 | Con trai của Yury xứ Zvenigorod và Anastasia xứ Smolensk | Daniilovichi |      |
| Vasiliy II Vasiliy Vasilyevich Vasiliy Mù - Василий Васильевич (Василий Тёмный)                  | 10 tháng 3 năm 1415 – 27 tháng 3 năm 1462  | 1435                 | 1446                 | Phục ngôi | Daniilovichi |      |
| Dmitriy Dmitriy Yuryevich Dmitriy Shemyaka - Дмитрий Юрьевич (Дмитрий Шемяка)                    | Thế kỉ XV                                  | 1446                 | 26 tháng 3 năm 1447  | Con trai của Yury xứ Zvenigorod và Anastasia xứ Smolensk, anh trai của Vasiliy Nheo mắt Người đầu tiên sử dụng danh hiệu Ospodar của toàn thể người Rus'         | Daniilovichi |      |
| Vasiliy II Vasiliy Vasilyevich Vasiliy Mù - Василий Васильевич (Василий Тёмный)                  | 10 tháng 3 năm 1415 – 27 tháng 3 năm 1462  | 27 tháng 2 năm 1447  | 27 tháng 3 năm 1462  | Phục ngôi Đồng cai trị: Ivan (từ 1449) | Daniilovichi |      |
| Ivan III Ivan Vasilyevich Ivan Đại đế - Иван Васильевич (Иван Великий)                           | 22 tháng 1 năm 1440 – 6 tháng 11 năm 1505  | 5 tháng 4 năm 1462   | 6 tháng 11 năm 1505  | Con trai của Vasiliy II và Mariya xứ Borovsk Những người đồng cai trị: Ivan Trẻ (1471–1490), Dmitriy (1498–1502), Vasiliy (từ 1502)                              | Daniilovichi |      |
| Vasiliy III Vasiliy Ivanovich - Василий Иванович                                                 | 25 tháng 3 năm 1479 – 13 tháng 12 năm 1533 | 6 tháng 11 năm 1505  | 13 tháng 12 năm 1533 | Con trai của Ivan III và Sofiya Paleolog | Daniilovichi |      |
| Ivan IV Ivan Vasilyevich Ivan Bạo chúa - Иван Васильевич (Иван Грозный)                          | 25 tháng 8 năm 1530 – 28 tháng 3 năm 1584  | 13 tháng 12 năm 1533 | 26 tháng 1 năm 1547  | Con trai của Vasiliy III và Elena Glinskaya Nhiếp chính: Elena Glinskaya (1533–1538)                                                                             | Daniilovichi |      |

### Sa hoàng Nga
Ivan Bạo chúa đảm nhận danh hiệu Sa hoàng của toàn nước Rus' vào năm 1547, theo đó Sa quốc Nga (ngoài các thân vương quốc cấu thành nó) được thành lập.
| Tên                                                                            | Tuổi thọ                                  | Bắt đầu trị vì      | Kết thúc trị vì     | Ghi chú                                                                                        | Dòng dõi | Hình |
| ------------------------------------------------------------------------------ | ----------------------------------------- | ------------------- | ------------------- | ---------------------------------------------------------------------------------------------- | -------- | ---- |
| Ivan IV Ivan Vasilyevich Ivan Bạo chúa - Иван Васильевич (Иван Грозный)        | 25 tháng 8 năm 1530 – 28 tháng 3 năm 1584 | 26 tháng 1 năm 1547 | 28 tháng 3 năm 1584 | Con trai của Vasiliy III và Elena Glinskaya "Đại thân vương": Simeon Bekbulatovich (1575–1576) | Ryurik   |      |
| Fyodor I Fyodor Ivanovich Fyodor Phước lành - Фёдор Иванович (Фёдор Блаженный) | 31 tháng 5 năm 1557 – 17 tháng 1 năm 1598 | 28 tháng 3 năm 1584 | 17 tháng 1 năm 1598 | Con trai của Ivan IV và Anastasia Romanovna                                                    | Ryurik   |      |

## Thời kì Đại Loạn(1598-1613)
Năm 1581, Ivan Bạo chúa đã giết chết đứa con trai đầu lòng là Ivan Ivanovich trong cơn thịnh nộ và chỉ để lại Fyodor I kế vị. Fyodor qua đời mà không có con, đánh dấu sự kết thúc của triều đại Ryurik và mở đầu cho cuộc khủng hoảng kế vị trong giai đoạn được gọi là Thời kỳ Đại Loạn. Sa hoàng đầu tiên không thuộc dòng dõi Ryurik là anh rể và nhiếp chính của Fyodor là boyar Boris Godunov, được bầu bởi Zemsky Sobor (quốc hội phong kiến).

### Sa hoàng Nga
| Tên                                                                     | Tuổi thọ                      | Bắt đầu trị vì      | Kết thúc trị vì     | Ghi chú                                                                     | Dòng dõi | Hình |
| ----------------------------------------------------------------------- | ----------------------------- | ------------------- | ------------------- | --------------------------------------------------------------------------- | -------- | ---- |
| Irina (tranh chấp) Irina Fyodorovna Godunova - Ирина Фёдоровна Годунова | 1557 – 27 tháng 10 năm 1603   | 17 tháng 1 năm 1598 | 21 tháng 2 năm 1598 | Vợ của Fyodor I                                                             | Godunov  |      |
| Boris Boris Fyodorovich Godunov - Борис Фёдорович Годунов               | k. 1551 – 13 tháng 4 năm 1605 | 21 tháng 2 năm 1598 | 13 tháng 4 năm 1605 | Anh rể của Fyodor I Được bầu cử bởi Zemsky Sobor                            | Godunov  |      |
| Fyodor II Fyodor Borisovich Godunov - Фёдор II Борисович Годунов        | 1589 – 20 tháng 6 năm 1605    | 13 tháng 4 năm 1605 | 10 tháng 6 năm 1605 | Con trai của Boris Godunov và Mariya Grigorievna Skuratova–Belskaya Bị giết | Godunov  |      |

Bị tàn phá bởi nạn đói, sự cai trị dưới thời Boris rơi vào trạng thái vô chính phủ. Một loạt những kẻ mạo danh, được gọi là Dmitriy từng được cho là em trai đã qua đời từ lâu của Fyodor I. Tuy nhiên, chỉ có kẻ mạo danh đầu tiên được nắm giữ danh hiệu Sa hoàng một cách hợp pháp. Một người họ hàng xa của nhà Ryurik là Vasiliy Shuysky cũng nắm quyền trong một thời gian. Trong thời kỳ này, các cường quốc ngoại bang tham gia sâu vào chính trị Nga, dưới sự lãnh đạo của các quốc vương Vasa Thụy Điển và Ba Lan-Lietuva, bao gồm Zygmunt III Waza và con trai là Władysław. Khi còn nhỏ, Władysław thậm chí còn được Bảy Boyar chọn làm Sa hoàng, mặc dù ông bị cha ngăn cản việc chính thức lên ngôi. Thời kì Đại Loạn được coi là kết thúc với việc bầu cử Mikhail Romanov lên ngôi vào tháng Hai năm 1613.
| Tên                                                             | Tuổi thọ                                  | Bắt đầu trị vì      | Kết thúc trị vì                                                                 | Ghi chú | Dòng dõi         | Hình |
| --------------------------------------------------------------- | ----------------------------------------- | ------------------- | ------------------------------------------------------------------------------- | --- | ---------------- | ---- |
| Dmitriy Giả I - Лжедмитрий I                                    | k. 1581 – 17 tháng 5 năm 1606             | 10 tháng 6 năm 1605 | 17 tháng 5 năm 1606                                                             | Tự xưng là con trai của Ivan IV, ông là kẻ mạo danh duy nhất thực sự ngồi trên ngai vàng của một thế lực lớn Được hỗ trợ bởi Thịnh vượng chung Ba Lan và Litva. Bị giết.                                                                    | Ryurik (tự nhận) |      |
| Vasiliy IV Vasiliy Ivanovich Shuysky - Василий Иванович Шуйский | 22 tháng 9 năm 1552 – 12 tháng 9 năm 1612 | 19 tháng 5 năm 1606 | 17 tháng 7 năm 1610                                                             | Dàn dựng một âm mưu chống lại Dmitriy Giả, được giới quý tộc tôn làm Sa hoàng. Bị phế truất và gửi đến Ba Lan Kẻ mạo danh: Dmitriy II (kể từ tháng 6 năm 1607)                                                                              | Shuysky          |      |
| Vladislav Vladislav Zhigimontovich - Владислав Жигимонтович     | 9 tháng 6 năm 1595 – 20 tháng 5 năm 1648  | 6 tháng 9 năm 1610  | Tháng 11 năm 1612 (bị phế truất) 14 tháng 6 năm 1634 (từ chức ngôi vị của mình) | Quốc vương Ba Lan kể từ năm 1632 Con trai của Zygmunt III Waza và Anna của Áo Được bầu chọn bởi Bảy Boyar, chưa bao giờ lên ngôi Kẻ mạo danh: Dmitriy II (đến ngày 21 tháng 12 năm 1610), Dmitriy III (tháng 7 năm 1611 – tháng 5 năm 1612) | Vasa             |      |

## Nhà Romanov (1613–1917)

### Sa hoàng Nga
Thời kì Đại Loạn đã kết thúc với việc bầu Mikhail Romanov làm Sa hoàng năm 1613. Mikhail chính thức trị vì với tư cách là Sa hoàng, mặc dù cha ông, Thượng phụ Filaret (mất năm 1633) ban đầu nắm giữ quyền lực thực sự. Tuy nhiên, hậu duệ của Mikhail sẽ cai trị nước Nga, đầu tiên là Sa hoàng và sau đó là Hoàng đế, cho đến Cách mạng Nga năm 1917. Pyotr Đại đế (trị vì 1682–1725), cháu trai của Mikhail Romanov, đã tổ chức lại nhà nước Nga dựa vào phong cách phương Tây và thành lập Đế quốc Nga vào năm 1721.
| Tên                                                                                | Tuổi thọ                                  | Bắt đầu trị vì      | Kết thúc trị vì     | Ghi chú | Dòng dõi | Hình |
| ---------------------------------------------------------------------------------- | ----------------------------------------- | ------------------- | ------------------- | --- | -------- | ---- |
| Mikhail Mikhail Fyodorovich - Михаил Фёдорович                                     | 12 tháng 7 năm 1596 – 12 tháng 7 năm 1645 | 26 tháng 7 năm 1613 | 12 tháng 7 năm 1645 | Người sáng lập Triều đại Romanov Cháu gọi Fyodor I bằng chú Người đồng cai trị: Thượng phụ Filaret (1619–1633) | Romanov  |      |
| Aleksey Aleksey Mikhaylovich Yên lặng nhất - Алексей Михайлович (Алексей Тишайший) | 9 tháng 5 năm 1629 – 29 tháng 1 năm 1676  | 12 tháng 7 năm 1645 | 29 tháng 1 năm 1676 | Con trai của Mikhail và Eudoxia Streshneva | Romanov  |      |
| Fyodor III Fyodor III Alekseyevich - Фёдор III Алексеевич                          | 9 tháng 6 năm 1661 – 7 tháng 5 năm 1682   | 29 tháng 1 năm 1676 | 7 tháng 5 năm 1682  | Con trai của Aleksey và Mariya Miloslavskaya | Romanov  |      |
| Ivan V Ivan V Alekseyevich - Иван V Алексеевич                                     | 6 tháng 9 năm 1666 – 8 tháng 2 năm 1696   | 7 tháng 5 năm 1682  | 8 tháng 2 năm 1696  | Con trai của Aleksey và Mariya Miloslavskaya Em trai của Sofya Alekseevna và Fyodor III Ông "cai trị" cùng với Pyotr I, nhưng thực tế không có quyền lực. Người đồng cai trị: Pyotr I Nhiếp chính: Công chúa Sofia (8 tháng 6 năm 1682 – 17 tháng 9 năm 1689) | Romanov  |      |
| Pyotr I Pyotr I Alekseyevich Pyotr Đại đế - Пётр I Алексеевич (Пётр Великий)       | 9 tháng 6 năm 1672 – 8 tháng 2 năm 1725   | 7 tháng 5 năm 1682  | 2 tháng 11 năm 1721 | Con trai của Aleksey và Natalya Naryshkina Em trai cùng cha khác mẹ của Sofya Alekseevna, Fyodor III và Ivan V Ông đã cai trị cùng với Ivan V Được coi là một trong những vị quân chủ vĩ đại nhất của Nga                                                     | Romanov  |      |

### Hoàng đế Nga (1721–1917)
(Cũng là Đại vương công của Phần Lan từ 1809 đến 1917; và Vua của Ba Lan từ 1815 đến 1917)
Đế chế Nga được Pyotr Đại đế tuyên bố vào năm 1721. Theo như chính thức, Nga được cai trị bởi triều đại Romanov cho đến Cách mạng Nga năm 1917. Tuy nhiên, hậu duệ nam trực tiếp của Mikhail Romanov đã kết thúc năm 1730 với cái chết của Pyotr II, cháu nội Pyotr Đại Đế. Ngai vàng được truyền cho Anna, con gái của Ivan V và cháu gái của Pyotr Đại đế, và sau sự cai trị ngắn hạn của Ivan VI, ngai vàng được nắm quyền bởi Elizaveta, con gái của Pyotr Đại Đế. Elizaveta sẽ là vị quân chủ cuối cùng thuộc dòng họ Romanov phụ hệ cai trị nước Nha. Sau đó, Elizaveta tuyên bố cháu trai mình là Karl Peter Ulrich sẽ trở thành người kế vị. Peter (người sẽ trở thành Pyotr III) ít nói tiếng Nga, từng là công tử Đức của Nhà Holstein-Gottorp trước khi đến Nga để đảm nhận danh hiệu Hoàng gia. Ông và người vợ Sophie đã đổi họ thành Romanov khi kế thừa ngai vàng. Pyotr không được lòng dân và ông bị ám sát trong vòng sáu tháng sau khi lên ngôi trong một cuộc đảo chính do vợ ông dàn dựng, người sẽ trở thành Nữ hoàng và trị vì với tên gọi Yekaterina Đại đế (cả Pyotr và Yekaterina có nguồn gốc từ Nhà Ryurik). Sau những luật kế vị rắc rối của hậu duệ Pyotr Đại đế, con trai của Yekaterina là Pavel I đã thiết lập luật kế vị rõ ràng để chi phối các quy tắc về quyền thừa kế ngai vàng Hoàng gia cho đến khi Đế quốc sụp đổ vào năm 1917.
| Tên | Tuổi thọ                                       | Bắt đầu trị vì       | Kết thúc trị vì      | Ghi chú | Dòng dõi                                 | Hình |
| --- | ---------------------------------------------- | -------------------- | -------------------- | --- | ---------------------------------------- | ---- |
| Pyotr I Pyotr I Alekseyevich Pyotr Đại đế - Пётр I Алексеевич (Пётр Великий)                                                | 9 tháng 6 năm 1672 – 8 tháng 2 năm 1725        | 2 tháng 11 năm 1721  | 8 tháng 2 năm 1725   | Con trai của Aleksey và Natalya Naryshkina Em trai cùng cha khác mẹ của Sofya Alekseevna, Fyodor III và Ivan V Ông đã cai trị cùng với Ivan V Được coi là một trong những vị quân chủ vĩ đại nhất của Nga | Romanov                                  |      |
| Yekaterina I Yekaterina I Alekseevna - Екатерина I Алексеевна                                                               | 15 tháng 4 năm 1684 – 17 tháng 5 năm 1727      | 8 tháng 2 năm 1725   | 17 tháng 5 năm 1727  | Vợ thứ hai của Pyotr I | Skavronsky (khai sinh) Romanov (kết hôn) |      |
| Pyotr II Pyotr II Alekseyevich - Пётр II Алексеевич                                                                         | 23 tháng 10 năm 1715 – 30 tháng 1 năm 1730     | 18 tháng 5 năm 1727  | 30 tháng 1 năm 1730  | Cháu nội của Pyotr I thông qua Đại công tước Aleksey, người bị sát hại Thành viên nam cuối cùng của dòng Romanov trực tiếp                                                                                | Romanov                                  |      |
| Anna Anna Ioannovna - Анна Иоанновна                                                                                        | 7 tháng 2 năm 1693 – 28 tháng 10 năm 1740      | 13 tháng 2 năm 1730  | 28 tháng 10 năm 1740 | Con gái của Ivan V và Praskovya Saltykova | Romanov                                  |      |
| Ivan VI Ivan VI Antonovich - Иван VI Антонович                                                                              | 23 tháng 8 năm 1740 – 16 tháng 7 năm 1764      | 28 tháng 10 năm 1740 | 6 tháng 12 năm 1741  | Chắt của Ivan V Bị phế truất khi còn bé, bị bỏ tù và sau đó bị sát hại Nhiếp chính: E. J. von Biron (đến ngày 20 tháng 11 năm 1740), Anna Leopoldovna (từ ngày 20 tháng 11 năm 1740)                      | Mecklenburg-Braunschweig-Romanov         |      |
| Elizaveta Yelizaveta Petrovna - Елизавета Петровна                                                                          | 29 tháng 12 năm 1709 – 5 tháng 1 năm 1762      | 6 tháng 12 năm 1741  | 5 tháng 1 năm 1762   | Con gái của Pyotr I và Yekaterina I | Romanov                                  |      |
| Pyotr III Pyotr III Fyodorovich - Пётр III Фëдорович                                                                        | 21 tháng 2 năm 1728 – 17 tháng 7 năm 1762      | 5 tháng 1 năm 1762   | 9 tháng 7 năm 1762   | Cháu ngoại của Pyotr I Cháu trai của Elizaveta Bị phế truất và sau đó bị sát hại | Romanov-Holstein-Gottorp                 |      |
| Yekaterina II Yekaterina II Alekseevna Yekaterina Đại đế - Екатерина II Алексеевна (Екатерина Великая)                      | 2 tháng 5 năm 1729 – 17 tháng 11 năm 1796      | 9 tháng 7 năm 1762   | 17 tháng 11 năm 1796 | Vợ của Pyotr III Cháu dâu của Elizaveta Chết vì đột quỵ | Ascania, có nguồn gốc Ryurik             |      |
| Pavel I Pavel I Petrovich - Павел I Петрович                                                                                | 1 tháng 10 năm 1754 – ngày 23 tháng 3 năm 1801 | 17 tháng 11 năm 1796 | 23 tháng 3 năm 1801  | Con trai của Pyotr III và Yekaterina II Bị ám sát | Romanov-Holstein-Gottorp                 |      |
| Aleksandr I Aleksandr I Pavlovich Aleksandr Thần thánh - Александр I Павлович (Александр Благословенный)                    | 23 tháng 12 năm 1777 – 1 tháng 12 năm 1825     | 23 tháng 3 năm 1801  | 1 tháng 12 năm 1825  | Con trai của Pavel I và Sophie Dorothee xứ Württemberg (Mariya Fyodorovna) Quân chủ Romanov đầu tiên của Ba Lan và Đại thân vương Phần Lan                                                                | Romanov-Holstein-Gottorp                 |      |
| Nikolai I Nikolay I Pavlovich - Николай I Павлович                                                                          | 6 tháng 7 năm 1796 – 2 tháng 3 năm 1855        | 1 tháng 12 năm 1825  | 2 tháng 3 năm 1855   | Con trai của Pavel I và Sophie Dorothee xứ Württemberg (Mariya Fyodorovna) Em trai của Aleksandr I và Konstantin Pavlovich                                                                                | Romanov-Holstein-Gottorp                 |      |
| Aleksandr II Aleksandr II Nikolayevich Aleksandr vị Nga hoàng giải phóng - Александр II Николаевич (Александр Освободитель) | 29 tháng 4 năm 1818 – 13 tháng 3 năm 1881      | 2 tháng 3 năm 1855   | 13 tháng 3 năm 1881  | Con trai của Nikolai I và Charlotte Wilhelmine của Phổ (Aleksandra Fyodorovna) Cháu trai của Aleksandr I Bị ám sát                                                                                        | Romanov-Holstein-Gottorp                 |      |
| Aleksandr III Aleksandr III Aleksandrovich Aleksandr Người hòa giải - Александр III Александрович (Александр Миротворец)    | 10 tháng 3 năm 1845 – 1 tháng 11 năm 1894      | 13 tháng 3 năm 1881  | 1 tháng 11 năm 1894  | Con trai của Aleksandr II và Marie Maximiliane xứ Hessen và Rhein (Mariya Aleksandrovna) | Romanov-Holstein-Gottorp                 |      |
| Nikolai II Nikolay II Aleksandrovich - Николай II Александрович                                                             | 18 tháng 5 năm 1868 – 17 tháng 7 năm 1918      | 1 tháng 11 năm 1894  | 15 tháng 3 năm 1917  | Con trai của Aleksandr III và Dagmar của Đan Mạch (Mariya Fyodorovna) Bị tước ngai vàng trong Cách mạng tháng Hai Bị hành quyết bởi Bolshevik                                                             | Romanov-Holstein-Gottorp                 |      |

### Quân chủ trên danh nghĩa sau Nikolai II
| Tên                                                   | Tuổi thọ                                       | Bắt đầu trị vì      | Kết thúc trị vì      | Ghi chú | Dòng dõi                 | Hình |
| ----------------------------------------------------- | ---------------------------------------------- | ------------------- | -------------------- | --- | ------------------------ | ---- |
| Mikhail Aleksandrovich - Михаил Александрович         | 4 tháng 12 năm 1878 – ngày 13 tháng 6 năm 1918 | 15 tháng 3 năm 1917 | 16 tháng 3 năm 1917  | Em trai của Nikolai II Bị thoái vị sau khi trị vị trên danh nghĩa chỉ 18 giờ, chấm dứt sự cai trị của triều đại ở Nga. Ông thường không được công nhận là một Sa hoàng, vì luật pháp Nga không cho phép Nikolai II tước quyền thừa kế của con trai mình     | Romanov-Holstein-Gottorp |      |
| Nikolay Nikolayevich - Николай Николаевич             | 6 tháng 11 năm 1856 – 5 tháng 1 năm 1929       | 8 tháng 8 năm 1922  | 25 tháng 10 năm 1922 | Cháu trai của Nikolai I Hoàng đế Nga được tuyên bố bởi Zemsky Sobor của Chính phủ Lâm thời Priamurye. Sự cai trị trên danh nghĩa của ông đã chấm dứt khi các khu vực được kiểm soát bởi Chính phủ Lâm thời Priamurye đã bị những người cộng sản chiếm đóng. | Romanov-Holstein-Gottorp |      |
| Kirill Vladimirovich "Kirill I" - Кири́лл Влади́мирович | 30 tháng 9 năm 1876 – 12 tháng 10 năm 1938     | 31 tháng 8 năm 1924 | 12 tháng 10 năm 1938 | Cháu trai của Aleksandr II Tuyên bố danh hiệu Hoàng đế của tất cả Nga khi còn lưu vong Được công nhận bởi một đại hội của các đại biểu hợp pháp tại Paris vào năm 1926                                                                                      | Romanov-Holstein-Gottorp |      |

Quyền của Kirill Vladimirovich và những người thừa kế ngai vàng của đế quốc Nga đã nhiều lần bị nghi ngờ sau cuộc hôn nhân của ông với Victoria Melita của Sachsen-Coburg và Gotha (cũng là cháu của vua Aleksandr II). Các nguyên tắc do Pavel I đặt ra trong Đạo luật Kế vị 1797 hóa ra không được xây dựng hoàn hảo, do đó việc giải thích các nguyên tắc không phải lúc nào cũng rõ ràng, và hiện tại Nga không có ứng cử viên nào cho ngai vàng mà không gây ra tranh cãi. Hơn nữa, bản thân ngai vàng đã không còn tồn tại trong hơn một trăm năm qua. Tuy nhiên vào năm 1915, trước việc thiếu các Đại vương công để kế vị, Nikolai II đã cho phép họ giữ lại các quyền cá nhân của mình, như đã xảy ra trên thực tế với Aleksandr II sau cuộc hôn nhân thứ hai không đồng đẳng của ông. Trường hợp của Kirill Vladimirovich chưa bao giờ được coi là không đồng đẳng, và họ không bị giáng chức từ Đại vương công xuống thành Vương tử.